# Image20
『image20 vingt』（イマージュ20・ヴァン）は、2020年3月4日にソニー・ミュージックジャパン インターナショナル（ソニー・クラシカル）から発売されたニューエイジ・ミュージックのコンピレーション・アルバム『image』シリーズの第20弾。規格品番：SICC-30551。
同日、シリーズ20周年を記念して『image ultimate BEST』（規格品番：SICC-30552/3）が発売された。

## 収録曲
1. 鳥山雄司「Let me go」
  - 作曲・編曲：鳥山雄司
  - フジテレビ系「ゴルフ中継」テーマソング
2. 羽毛田丈史「Challenge of Dr. Ai」（初CD化）
  - 作曲・編曲：羽毛田丈史
  - テレビ東京系「病院の治しかた～ドクター有原の挑戦～」テーマ・ソング
3. 加古隆「帰郷」（初CD化）
  - 作曲・編曲：加古隆
  - 時代劇専門チャンネル配給映画「帰郷」テーマ・ソング
4. ゴンチチ「at the cape」
  - 作曲：ゴンチチ　編曲：ゴンチチ・菅谷昌弘
  - 「アーデルハウス」CMソング
5. 春畑道哉「Continue（feat.宮本笑里）」
  - 作曲・編曲：春畑道哉
  - TBS系「じょんのび日本遺産」テーマソング
6. 沖仁「アストゥリアス」
  - 作曲：イサーク・アルベニス　編曲：アンドレス・セゴビア/沖仁
7. アレクシス・フレンチ「Dreamland」（初CD化）
  - 作曲・編曲：アレクシス・フレンチ
8. 高嶋ちさ子「めぐり逢い」
  - 作曲：アンドレ・ギャニオン　編曲：羽毛田丈史
9. 小松亮太「目覚め（J-WAVE Version）」
  - 作曲：八木正生　編曲：熊田洋
10. LE VELVETS「My Favorite Things」
  - 作詞：オスカー・ハマースタイン2世
  - 作曲：リチャード・ロジャース　編曲：竹内一宏
11. Aura「ウォーキング・イン・ジ・エアー（映画「スノーマン」より）」
  - 作詞・作曲：ハワード・ブレイク　編曲：坂部剛
12. 近藤利樹「VOLARE」
  - 作曲：ドメニコ・モドゥーニョ/フランチェスコ・ミリアッチ
  - 編曲：古城康行
13. 宮本笑里「カヴァレリア・ルスティカーナ間奏曲」
  - 作曲：ピエトロ・マスカーニ
14. 角野隼斗「ラフマニノフ「交響曲第2番」から第3楽章 ピアノ編曲版」（初CD化）
  - 作曲：セルゲイ・ラフマニノフ　編曲：角野隼斗
15. 紀平凱成「Winds Send Love」
  - 作曲：紀平凱成
16. 葉加瀬太郎「情熱大陸2018 ～Full Orchestra Ver.」
  - 作曲：葉加瀬太郎　編曲：羽毛田丈史
17. 宮本文昭「The Aim & End featuring 鳥山雄司」
  - 作曲：宮本文昭/鳥山雄司　編曲：鳥山雄司